# Billets de banque en bolivars vénézuéliens
Plusieurs billets en bolivars sont en circulation au Venezuela.
Les billets ayant actuellement cours légal sont les billets de 2, 5, 10, 20, 50 et 100 bolivars.
Le 11 décembre 2016, le président vénézuélien signe un décret pour que les billets de 100 bolivars soient retirés de la circulation dans les 72 heures. Le 7 décembre, il avait néanmoins présenté les futurs billets de 500, 5 000 et 20 000 bolivars (ces derniers valant une trentaine de dollars au taux de change officiel « flottant », moins de 5 dollars au marché noir) qui seront mis progressivement en circulation à partir du 15 décembre,,. Le 18 décembre, le président Nicolas Maduro annonce cependant le report du retrait des billets de 100 bolivars au 2 janvier 2017, en raison dit-il d'un "sabotage international" qui a empêché l'arrivée à temps des billets de 500 bolivars.